# Tausend Seelen

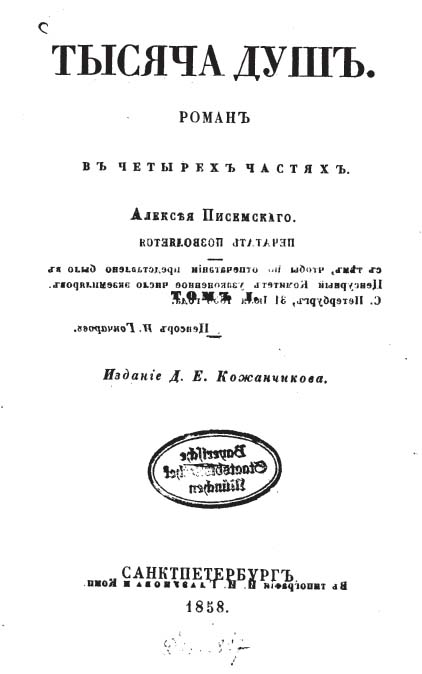
Titelblatt der russischen Ausgabe von 1858

Tausend Seelen (russisch Тысяча душ) ist ein Roman von Alexei Pissemski (1821–1881). Das Werk wurde im Jahr 1858 veröffentlicht. Der Titel und das Sujet des Romans sind an Gogols Meisterwerk Die toten Seelen angelehnt. Beide Werke setzen sich mit dem Phänomen des moralischen und sittlichen Verfalls eines Protagonisten auseinander, der in einer verkommenen Gesellschaft unbeirrt seinen Zielen nachgeht.